# Pitești-Experiment
Das Pitești-Experiment (rumänisch Experimentul Pitești, auch Fenomenul Pitești) war eine von Teilen des rumänischen Geheimdienstes Securitate (damals offiziell Direcția Generală a Poliției de Siguranță, DGPS) initiierte Umerziehungsmaßnahme in den Jahren 1949 bis 1952, bei der versucht wurde, politische Gefangene zu kommunistisch orientierten Personen umzuformen.
Mittel dieses Experimentes waren Folter und Erniedrigung mit dem Zweck, die Persönlichkeit der Gefangenen zu zerstören. Die dazu dienenden Maßnahmen wurden vorwiegend von Mithäftlingen ausgeübt bzw. mussten von ihnen ausgeübt werden. Betroffen waren zunächst ausschließlich Studenten, später auch andere Häftlinge. Das letztendliche Ziel war es, einen „neuen Menschen“ zu schaffen, der entweder ein überzeugter Anhänger der kommunistischen Idee oder zumindest ein willenloses Werkzeug der Kommunistischen Partei sein sollte.

## Bezeichnung
Die heute als Pitești-Experiment bezeichneten Maßnahmen wurden in mehreren Gefängnissen Rumäniens durchgeführt, so auch in Gherla, Târgu Ocna und Ocnele Mari. Da die ersten und gravierendsten Vorkommnisse jedoch in der Haftanstalt von Pitești stattfanden, erhielt das Programm den Namen dieser Stadt.

## Historischer Hintergrund
Rumänien unter der Militärdiktatur Ion Antonescus hatte sich von 1941 bis 1944 an der Seite Hitlerdeutschlands am Krieg gegen die Sowjetunion beteiligt. Im Zuge der sich abzeichnenden Niederlage wechselte das Land am 23. August 1944 die Seiten (Königlicher Staatsstreich) und kämpfte bis zum Ende des Zweiten Weltkrieges gemeinsam mit der Sowjetunion gegen Deutschland. Trotzdem besetzten sowjetische Truppen das Land. Die politische Führung der Sowjetunion verleibte Rumänien zielstrebig ihrem Machtbereich ein; die zahlenmäßig bis dahin sehr schwache Kommunistische Partei eroberte nach und nach alle wichtigen Machtpositionen. Am 30. Dezember 1947 musste König Michael I. abdanken. Die Anhänger des Königs, der faschistischen Legionärsbewegung (Eiserne Garde), aber auch die der bürgerlichen, antikommunistisch ausgerichteten Parteien sahen sich einer massiven Verfolgung ausgesetzt.
Unter den Opponenten des sich etablierenden Regimes machte die Kommunistische Partei auch zahlreiche Studenten aus, deren politische Ansichten besonders argwöhnisch beobachtet wurden. Die Parteiführung unter Ana Pauker entschloss sich – möglicherweise auf Weisung der Sowjetunion –, gegen den tatsächlichen oder vermuteten antikommunistischen Widerstand mit aller Härte vorzugehen. So wurden in der Nacht vom 14. zum 15. Mai 1948 in Bukarest, Cluj und Iași etwa 1000 Studenten verhaftet, was etwa zwei Prozent der damaligen Studentenzahl entsprach. Die meisten Verhafteten wurden zu Gefängnisstrafen von mindestens fünf Jahren verurteilt.
Unklar ist, wer das Pitești-Experiment anordnete bzw. von wem oder welcher Stelle die Initiative ausging. Der Historiker Dennis Deletant vermutet die Auftraggeber in der Sowjetunion, möglicherweise in der Person des MWD-Chefs Lawrenti Beria, vielleicht auch im obersten Machthaber Josef Stalin selbst. Demnach spielten die Ansichten des sowjetischen Pädagogen Anton Semjonowitsch Makarenko (1888–1939) eine Rolle, der die Methode der Erziehung durch Arbeit in seinen Werken propagierte. Allerdings lebten in den von Makarenko geleiteten Kolonien Jugendliche, die während des Bürgerkrieges elternlos, obdachlos oder kriminell geworden waren (sog. Besprisorniki), nicht aber politisch Andersdenkende.
Die Anwendung von Folter war eine gängige Praxis in den Verhören der Securitate. Die Idee des Experimentes basierte teilweise darauf, die als wirksam angesehene Methode des Folterns durch die Einbeziehung von willigen Häftlingen in einen Dauerzustand zu überführen und die umzuerziehenden Personen damit einem permanenten, praktisch nicht zu tolerierenden Druck auszusetzen.
Als Verantwortlicher für die Ausführung des Programms wird der Geheimdienstoffizier Alexandru Nicolschi (1915–1992) angesehen, ein Assistenzdirektor der Securitate mit spezieller Zuständigkeit für die Verhöre von Gefangenen.

## Vorgeschichte
Unter den im Mai 1948 verhafteten Studenten befand sich ein Jurastudent aus Iași, der 1925 geborene Eugen Țurcanu. Dieser war 1940 kurzzeitig Mitglied in der Jugendorganisation der Eisernen Garde. Nach dem Königlichen Staatsstreich vom 23. August 1944 trat er der Kommunistischen Partei bei. Er begann ein Jura-Studium in Iași und machte in der lokalen Parteiorganisation Karriere. Einer Darstellung zufolge soll er von Alexandru Bogdanovici – einem anderen ehemaligen Anhänger der Eisernen Garde – als früheres Mitglied denunziert worden sein. Țurcanu erhielt eine Gefängnisstrafe von sieben Jahren und wurde gemeinsam mit Bogdanovici im Gefängnis von Suceava inhaftiert. Es handelte sich um eine improvisierte Unterbringung in der ehemaligen Festung der Stadt. Die Behörden versuchten hier zunächst eine moderate Form der Umerziehung, bei der die Gefangenen durch Diskussionen, Lesen kommunistischer Texte und Singen entsprechender Lieder vom Sozialismus überzeugt werden sollten. Bogdanovici folgte einem Vorschlag der Gefängnisleitung, seinen Mitgefangenen marxistische Literatur vorzulesen, wohl in der Hoffnung, seine eigene Gefängnisstrafe von 25 Jahren abzumildern. Țurcanu besuchte diese Lesungen und beteiligte sich aktiv an den propagandistischen Bemühungen, die jedoch keinerlei Erfolg unter den Insassen zeigten.
Eugen Țurcanu gründete eine Vereinigung namens  Organizația Deținuților cu Convigeri Comuniste (ODCC, ‚Organisation von Gefangenen mit kommunistischer Überzeugung‘). Er, Bogdanovici und mehrere andere Gefangene wurden kurz darauf von Suceava in das Gefängnis Jilava bei Bukarest gebracht. Vermutlich in dieser Zeit nahm Nicolschi Kontakt zu Țurcanu auf. Er instruierte ihn, unter seinen mitgefangenen Studenten eine Gruppe zu rekrutieren, die zur Ausführung der gestellten Aufgaben bereit sei.
Die ursprünglich aus Suceava stammenden Gefangenen wurden im April 1949 weiter nach Pitești verlegt.

## Das Gefängnis Pitești

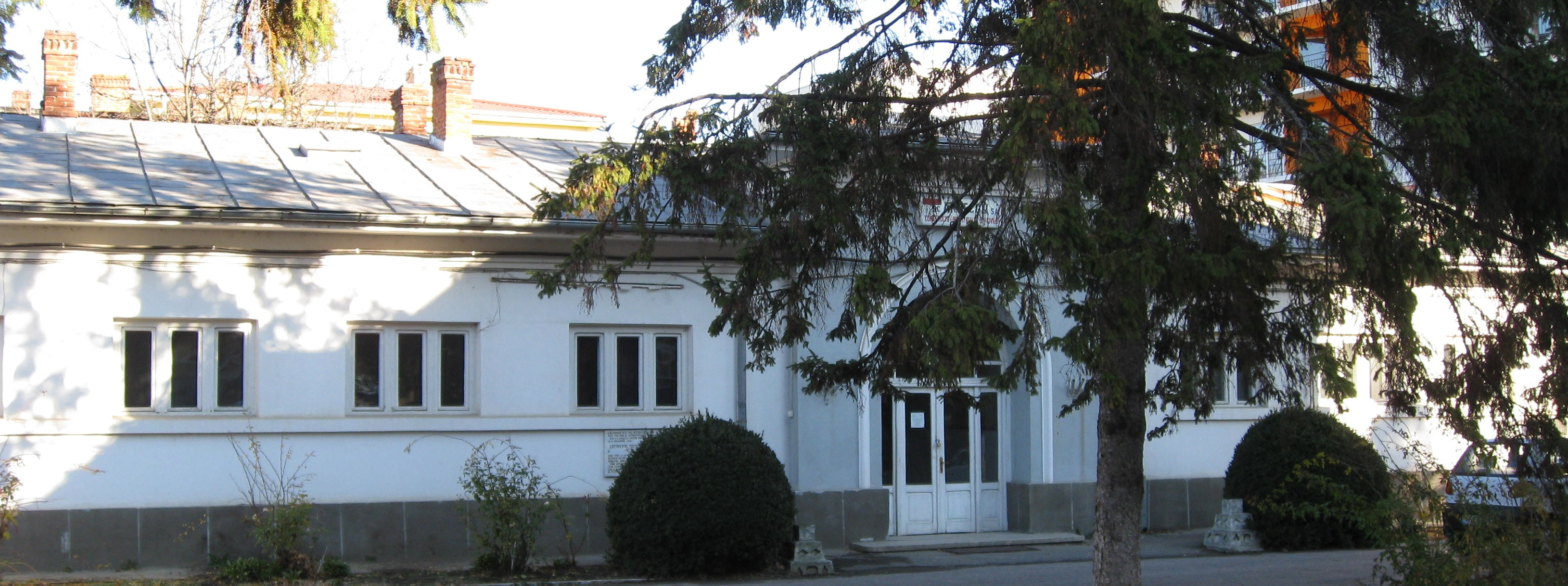
Eingang zum Gefängnis Pitești

Für die Durchführung des Umerziehungsexperiments wurde das Gefängnis in Pitești ausgewählt. Hierfür sprachen mehrere Gründe: Es war für damalige Maßstäbe sehr ausbruchssicher; zudem lag es außerhalb (nordwestlich) der Stadt und abseits anderer Behausungen, so dass sichergestellt war, dass von Passanten keine Folterschreie zu hören sein würden. Erbaut wurde es Anfang des 20. Jahrhunderts. Es war für männliche Studenten vorgesehen. Nahezu alle Insassen waren rumänischer Nationalität; fast niemand gehörte einer der nationalen Minderheiten an. Den meisten Studenten wurden ihre ehemalige Mitgliedschaft in der Eisernen Garde, in der Bauernpartei, in der Nationalliberalen Partei oder Treue zur Monarchie vorgeworfen. Offiziell hieß das Gefängnis „Zentrum für Umerziehung von Studenten“.

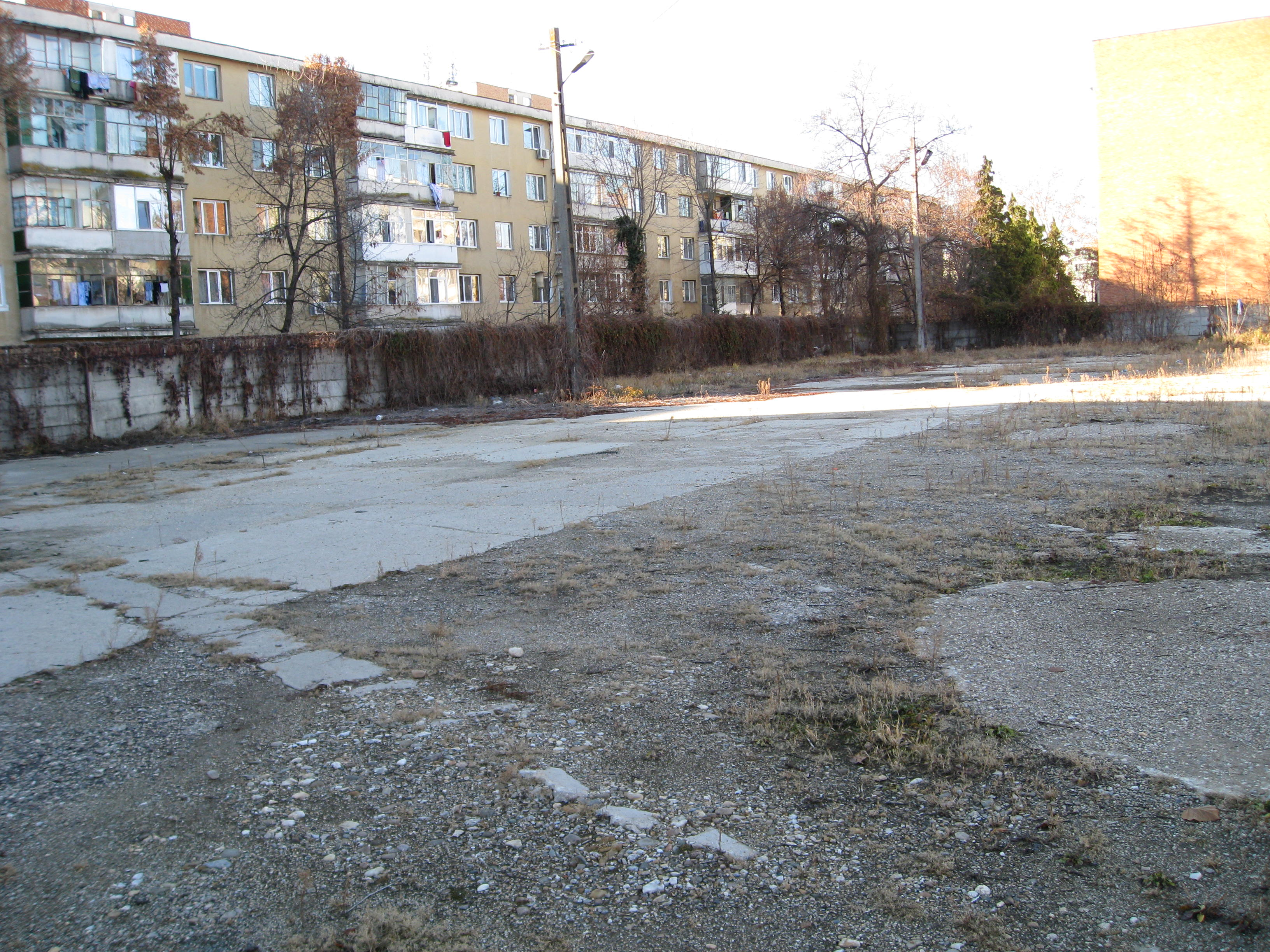
Hof des Gefängnisses

Im Gefängnis befanden sich etwa 1.000 Insassen. Diese wurden in vier Kategorien eingeteilt:
- I: ohne Prozess, allein aufgrund ihrer politischen Ansichten Inhaftierte, die allerdings zum Teil schon mehrere Jahre im Gefängnis saßen
- II: zu kleineren Strafen (3–5 Jahre) Verurteilte, z. B. wegen Hilfe für politische Gegner des kommunistischen Regimes
- III: die wegen „Verschwörung gegen die soziale Ordnung“ zu 8–15 Jahren Haft Verurteilten (dies war die größte Gruppe)
- IV: die zu 10 bis 25 Jahren Haft verurteilten Führer oppositioneller Studentenorganisationen[4]

Die vier Gruppen wurden voneinander isoliert, insbesondere um den früheren oppositionellen Studentenführern keine Möglichkeit zu geben, ihre ehemaligen Gefolgsleute zu beeinflussen. Zunächst war es den Angehörigen der Kategorien I bis III erlaubt, zensierten Briefverkehr mit ihren Angehörigen zu unterhalten; auch durften sie sich Lebensmittelpakete schicken lassen. Anfang 1949 verbot die Gefängnisleitung die Korrespondenz der Insassen mit den Angehörigen; auch der Bezug von Lebensmittelpaketen wurde untersagt.

## Ablauf des Experimentes im Gefängnis Pitești
Das Experiment begann am 6. Dezember 1949. Ausgelöst wurde es durch einen offenbar inszenierten Zwischenfall. Mitte November 1949 wurden etwa 15 unter den zu langjährigen Gefängnisstrafen verurteilten Studenten in ein anderes Gebäude verlegt. Dort trafen sie auf die von Țurcanu zusammengestellte Gruppe von ebenfalls ca. 15 Personen. Beide Gruppen freundeten sich an. Am 6. Dezember verlangte einer der Wärter ohne weitere Erklärungen von einem Studenten namens Sandu Anghelescu die Herausgabe von dessen Pullover. Anghelescu, der nun mitten im Winter in einem ungeheizten Raum im Unterhemd zurückgelassen worden war, schimpfte auf den Wärter, nachdem dieser gegangen war. Țurcanu schlug Anghelescu daraufhin ohne Vorwarnung ins Gesicht und tadelte ihn für sein Schimpfen. Dies war das Signal für die Țurcanu-Gruppe, auf ihre „Freunde“ einzuschlagen. Es entstand eine allgemeine Prügelei, die vom Auftauchen mehrerer Wärter und des Gefängnisdirektors Alexandru Dumitrescu unterbrochen wurde. Anghelescu schilderte seine Sicht der Dinge. Țurcanu hingegen behauptete, dass er und seine Freunde von Anghelescu und seinen Anhängern angegriffen worden seien, weil sie der von ihm – Țurcanu – geführten ODCC-Gruppe nicht beitreten wollten. Anghelescu und seine Freunde mussten sich nackt ausziehen und auf den Betonfußboden legen. Dort wurden sie 30 Minuten lang von den Wärtern mit Eisenstangen geschlagen. In den Folgetagen wiederholten sich die Schläge, diesmal ausgeführt von Țurcanu und seiner Gruppe.
Zwischen den Prügelattacken begann Țurcanu mit der Anwendung seines – vermutlich mit dem Geheimdienst abgestimmten – Umerziehungsprogrammes. Dieses umfasste vier Abschnitte. Im ersten („Äußere Demaskierung“ [demascarea externă]) mussten die Gefangenen ihre Loyalität gegenüber der ODCC beweisen, indem sie alles preisgaben, was sie in den Verhören gegenüber dem Geheimdienst verschwiegen hatten. Dabei hatten sie alle jemals begangenen Vergehen zu berichten, auch wenn sie nicht ausgeführt, sondern nur beabsichtigt waren. Über die Ergebnisse dieser Verhöre wurden von Țurcanu Protokolle angefertigt, die der Häftling unterschreiben musste und die Țurcanu anschließend über Securitate-Offiziere ans Innenministerium schickte. Im zweiten Schritt („Innere Demaskierung“ [demascarea internă]) hatte der Gefangene diejenigen Mithäftlinge und Gefängnismitarbeiter zu denunzieren, die zu ihm freundlich oder nachsichtig gewesen waren. In den weiteren Schritten sollten die Persönlichkeit des Gefangenen und sein moralisches Grundgerüst zerstört werden. Auf der dritten Stufe („Demaskierung der öffentlichen Moral“ [demascarea morală publică]) musste der Gefangene allem abschwören, was ihm bisher etwas bedeutete: seiner Familie, seinem Glauben, seinen Freunden und schließlich sich selbst. Die Verleugnung der eigenen Identität sollte erreicht werden, indem die Häftlinge gezwungen wurden, eine Autobiografie zu schreiben, in der sie sich verschiedenster sexueller Deviationen bezichtigten. Dies sollte im Gefangenen das Gefühl moralischer Dekadenz erzeugen und sein Wertesystem zerstören. Der Häftling hatte bei sich in der Autobiografie einen „Mangel an innerem Charakter“, moralische Perversionen und Geisteskrankheiten zu beschreiben, die ihn unempfänglich für die Ideen des Kommunismus gemacht hätten. Moralisch verkommene Eltern und reaktionäre Lehrer hätten demnach weitere ungünstige Einflüsse auf die eigene Persönlichkeit ausgeübt.
Wenn Țurcanu den Eindruck hatte, dass der moralische Zusammenbruch seines Gegenübers vollständig war, wurde die vierte und letzte Stufe angewendet: Der Häftling musste die vorangegangenen Schritte selbst bei seinen noch nicht „umerzogenen“ Mithäftlingen anwenden; üblicherweise bei seinem besten Freund unter den Gefangenen. Hatte der „Umerzogene“ kein enges Verhältnis zu anderen Mitgefangenen, musste er zunächst zum Schein eine Freundschaft mit dem ausersehenen Opfer eingehen. Auf ein mit Țurcanu verabredetes Signal hatte er dann – unterstützt von Țurcanu und seinen Anhängern – plötzlich auf seinen „Freund“ einzuschlagen, womit für diesen das Programm begann.
Das Umerziehungsprogramm dauerte abhängig von der „Mitarbeit“ des betroffenen Häftlings und vom Willen Țurcanus und seiner ODCC-Mitstreiter wenige Tage bis zu vier Monaten.
Der echten, eigenen Identität beraubt, war der Häftling nach dem durchlaufenen Programm „demaskiert“, „umerzogen“, ein Mitstreiter Țurcanus, aber ein völlig abhängiges Werkzeug in dessen Hand. Wenn Țurcanu den Eindruck hatte, dass der „Umerzogene“ in seiner neuen Aufgabe gegenüber den anderen Häftlingen zu nachsichtig sei oder zu wenig Eifer an den Tag legte, hatte er das gesamte Programm ein zweites Mal zu absolvieren.
Die „Demaskierungen“ und die Folter wurden ergänzt durch fortgesetzte Erniedrigungen. Der gefolterte Häftling musste z. B. die Zellenböden mit einem zwischen die Zähne geklemmten Lappen putzen, während ein Mitstreiter Țurcanus auf seinem Rücken ritt. Diese hatten außerdem die Aufgabe, nachts an den Fußenden der Pritschen zu sitzen und einen noch umzuerziehenden Häftling jedes Mal heftig mit einem Gummischlauch auf die Füße zu schlagen, wenn dieser einschlief. Die Häftlinge versuchten deshalb von sich aus, nicht einzuschlafen, was sie schnell schwach, hilflos und verzweifelt machte. Falls dem Umzuerziehenden der Schlaf erlaubt wurde, dann nur in einer vorgeschriebenen Position: ausgestreckt, auf dem Rücken liegend, die Hände auf der Brust. Ein „Umerzogener“ hatte die Aufgabe, dem Mithäftling jedes Mal kräftig auf den Ellenbogen zu schlagen, sobald dieser die vorgegebene Schlafposition änderte. Ein weiteres Mittel war die Absicht, die Nahrungsaufnahme für die zu Folternden möglichst schmerzhaft zu gestalten und so negativ zu konditionieren. Häftlinge mussten sich auf den Boden knien, die Hände hinter dem Rücken halten und so schnell wie möglich siedend heißes Essen aus einer Schüssel auflecken. Manchmal mussten sie aus diesen Schüsseln ihre eigenen Exkremente essen. Besonders sadistisch verhielt sich Țurcanu gegenüber Theologiestudenten. Sie und andere aktive Christen wurden von Țurcanu gezwungen, ihren Glauben zu verleugnen, indem sie sich gotteslästerlich über das Abendmahl zu äußern und Kirchenlieder mit vorgegebenen, obszönen Inhalten zu singen hatten. Einige wurden „getauft“, indem Țurcanu morgens ihre Köpfe in einen mit Urin gefüllten Eimer eintauchen ließ, während andere Umstehende Taufgesänge anstimmten. Am Ostermorgen 1950 wurde ein Häftling gezwungen, einen Priester zu spielen. Er wurde in ein kotverschmiertes Bettlaken gekleidet und musste einen Phallus-ähnlichen Gegenstand halten, den wiederum andere Gefangene zu küssen hatten.
Ein Teil des psychologischen Terrors bestand darin, dass zunächst unbeteiligte Häftlinge der Folter ihrer Kameraden zusehen mussten, in der Erwartung, dass auch sie eines Tages an der Reihe sein würden.
Viele der Erniedrigten und Gefolterten suchten eine Möglichkeit zum Selbstmord, was aber meist verhindert wurde. Besteck erhielten nur „umerzogene“ Insassen; auch wurden die Häftlinge ständig überwacht. Einem Gefangenen gelang der Suizid, indem er sich im Treppenhaus aus dem fünften Stockwerk stürzte. Ein weiterer schnitt sich mit Hilfe eines gestohlenen und anschließend geschärften Löffels die Adern auf. Missglückte Selbstmordversuche wurden mit weiterer Folter bestraft.
Țurcanu selbst folterte mehrfach persönlich Alexandru Bogdanovici, seinen früheren Vertrauten und möglichen Denunzianten. Im März 1950 unterzog er ihn einer dreitägigen, ununterbrochenen Folter, indem er ihm unter anderem ständig auf den Bauch und die Brust sprang. Durch die Verletzung innerer Organe fiel Bogdanovici ins Koma und starb am Gründonnerstag. Țurcanu versuchte den Mord später damit zu begründen, dass Bogdanovici in der Zeit des Antonescu-Regimes Mitglied des rumänischen Geheimdienstes gewesen sei. Außer Bogdanovici starben in Pitești mindestens 14 weitere Häftlinge an den Folgen des „Umerziehungsprogrammes“.

## Ereignisse außerhalb von Pitești
Im Frühjahr 1951 waren praktisch alle Häftlinge in Pitești „umerzogen“. Die Securitate entschied sich, das Experiment auf andere Gefängnisse und Lager auszudehnen, indem sie fast alle Studenten aus Pitești verlegte.
Die als am zuverlässigsten geltenden „Umerzogenen“ – darunter Țurcanu und seine engsten Gefolgsleute – waren dazu ausersehen, in das Gefängnis der siebenbürgischen Stadt Gherla überführt zu werden. Studenten mit einer Lungenerkrankung (in der Regel Tuberkulose) wurden nach Târgu Ocna bei Bacău geschickt, ein „Gefängnissanatorium“, das sich jedoch praktisch nicht von einem für Rumänien normalen Gefängnis unterschied und in das Tuberkulosekranke aus allen Gefängnissen des Landes verlegt wurden. Als vertrauenswürdig erachtete Studenten, die kein Gerichtsurteil erhalten hatten, wurden ins Gefängnis von Ocnele Mari in Oltenien verlegt; die dortigen Insassen wurden oftmals ebenfalls ohne Prozess und Urteil einfach deshalb festgehalten, weil sie in den Regierungen der Vorkriegs- und Kriegszeit tätig gewesen waren. Die als „umerzogen“ anerkannten Studenten, die körperlich in einem vergleichsweise guten Zustand waren, und denen keine besonderen Fähigkeiten für „Spezialaufgaben“ zugetraut wurde, schickte man in die Arbeitslager am Donau-Schwarzmeer-Kanal.
Die Anstalt in Pitești wurde nach Verlegung der meisten Studenten im August 1951 als „Umerziehungseinrichtung“ aufgelöst und diente anschließend bis 1977 als normales Gefängnis.

### Târgu Ocna
Die ins „Gefängnissanatorium“ von Târgu Ocna geschickten Studenten unter Führung von Nuți Pătrășcanu, einem Medizinstudenten aus Bukarest, setzten die Insassen für die „Demaskierung“ unter vorwiegend psychischen Druck. Direkte körperliche Gewalt wurde in der Regel nicht angewandt. Diejenigen Häftlinge, die sich weigerten zu kooperieren, wurden allerdings in finstere Zellen ohne frische Luft verlegt, ihre Essensrationen reduziert und die (in ihrer Wirkung freilich fraglichen) Medikamente entzogen. Die Studenten unter den „Alt-Insassen“, die bereits teilweise in Pitești Erfahrung mit dem dortigen Umerziehungsprogramm gemacht hatten, drohten gegenüber der Gefängnisleitung mit einem Hungerstreik; einer versuchte sich das Leben zu nehmen. Dies alles wurde von den Verantwortlichen zunächst ignoriert.
Als an einem Sonntag auf einem neben dem „Sanatorium“ gelegenen Sportplatz Fußball gespielt wurde und sich eine größere Anzahl Zuschauer eingefunden hatte, schrien die Häftlinge in einer verabredeten Aktion um Hilfe. Die Rufe wurden von den Zuschauern gehört und sorgten anschließend in der Stadt für Unruhe. Der örtliche Geheimdienst-Chef, der in die Vorgänge nicht eingeweiht war, wollte eine Untersuchung einleiten. Das Experiment wurde in Târgu Ocna beendet, die „Umerzieher“ allerdings nicht bestraft. Sie verblieben im Gefängnis, sicherten sich dort die besten Positionen und versuchten, ihre Mitgefangenen auf andere Weise weiter zu drangsalieren.

### Ocnele Mari
Das Gefängnis von Ocnele Mari war mit vielen prominenten Insassen gefüllt, aber auch mit Verurteilten, deren Vergehen nur am Rande „politisch“ waren (z. B. unerlaubter Waffenbesitz, versuchte Flucht aus dem Land). Viele waren in fortgeschrittenem Alter; das Gefängnisregime war vergleichsweise locker. Einem guten Teil der Häftlinge war es erlaubt, in einer größeren Werkstatt gemeinsam zu arbeiten.
Mit der Ankunft der „Umerzieher“ änderte sich der Gefängnisalltag schlagartig. Die Studenten sicherten sich die besten Positionen innerhalb der Häftlingshierarchie, spionierten die bisherigen Insassen aus und schränkten deren Bewegungsfreiheit stark ein. Sie begannen bald mit den Folterungen. Gegenüber Pitești waren die organisatorischen Abläufe im Gefängnis jedoch anders, und so erfuhren in kurzer Zeit alle Häftlinge von den bereits erfolgten und letztlich für alle geplanten Maßnahmen. Sie wandten sich an die Gefängnisleitung und drohten mit einem Massensuizid durch Hungerstreik. Hinzu kam, dass es im Gefängnis nach wie vor Besucherverkehr gab und befürchtet werden musste, dass Einzelheiten des Programms nach draußen dringen könnten. Der gewaltsame Umerziehungsversuch wurde deshalb auch in Ocnele Mari beendet.

### Donau-Schwarzmeer-Kanal
Etwa 300 Studenten aus Pitești wurden in das Arbeitslager am Donau-Schwarzmeer-Kanal (Halbinsel Valea Neagră) geschickt. Das im Herbst 1950 eröffnete Lager diente nach dem sowjetischen Gulag-Vorbild dazu, politische Gefangene maximal auszubeuten, wobei ihr Tod billigend in Kauf genommen wurde. Bei der Ankunft der Studenten hatte das Lager etwa 3.500 Häftlinge, die in 20 Baracken untergebracht waren. Zwei der Baracken wurden für die Studenten freigeräumt. Deren Anführer war ein Medizinstudent aus Cluj, Ion Bogdănescu.
Einige Studenten wurden zu Brigadeführern ernannt und somit direkt verantwortlich für die Einhaltung der Arbeitsnormen. Dabei gingen sie so rücksichtslos vor, dass viele Zwangsarbeiter an Erschöpfung starben. Ihre andere Aufgabe war es, das in Pitești angewandte Umerziehungsprogramm im Lager weiterzuführen. Dies geschah, indem nach dem Abendappell Studenten die anderen Baracken aufsuchten, dort jeweils einen Häftling ansprachen und aufforderten, vor die Baracke zu gehen und ihn dann in eine ihrer eigenen Baracken verschleppten. Nach dem Abendappell war eigentlich jede Bewegung außerhalb der Baracken verboten; die schwer bewaffneten Aufseher hatten aber Order, die Vorgänge zu „übersehen“. In den Unterkünften der Studenten folgten dann die üblichen Folterungen. Die recht eng beieinanderstehenden Baracken machten es erforderlich, dass ein Teil der Studenten laut sang, um die Schreie ihrer Opfer zu übertönen.
Auch in diesem Arbeitslager nahm das Umerziehungsprogramm ein unvorhergesehenes Ende. Im Juli 1951 provozierte der bekannte Chirurg Ion Simionescu seinen Tod, indem er sich während der Arbeit auf die umgebende Linie der Wachen zubewegte; er wurde erschossen. Zuvor war er von den Studenten mehrfach schwer gefoltert worden. Die Witwe erhielt Hinweise über die Umstände des Todes ihres Mannes. Sie protestierte beim Innenministerium und gab ihre Informationen an ausländische Radiosender (BBC, Stimme Amerikas, Radio Freies Europa) weiter. Deren Berichte zwangen den Innenminister, die Vorkommnisse in den Lagern am Donau-Schwarzmeer-Kanal zu untersuchen. In der Folge wurde der brutale Lagerleiter Georgescu abgelöst. Seinem Nachfolger eilte zwar ein ebenso schlechter Ruf voraus; er verhielt sich jedoch im Rahmen der Umstände sehr human, verbesserte die Arbeitsbedingungen, die Nahrungsmittelversorgung und die hygienischen Zustände. Vor allem aber wurden die Studenten auf die anderen Baracken aufgeteilt, wo sie hoffnungslos in der Unterzahl waren und keine Möglichkeit mehr hatten, das ihnen aufgetragene Programm umzusetzen.

### Gherla
Während an den anderen Schauplätzen das Umerziehungsprogramm abgebrochen wurde, ging das Experiment in Gherla weiter. Zunächst sollten sich Țurcanu und seine engsten Vertrauten selbst ein Bild über die Struktur des Gefängnisses und seiner Abläufe machen. Später wurde die Gruppe um weitere Studenten aus Pitești erweitert. Die Gefängnisleitung bereitete die Ankunft der Studenten gründlich vor: ein komplettes Stockwerk wurde für Țurcanu und seine Mannschaft – mehrere hundert Mann stark – zur Verfügung gestellt. Diese richteten einen Raum speziell als Folterkammer ein. Nach einigen Monaten, in denen die meisten Studenten komplett isoliert von den übrigen Gefängnisinsassen waren, begannen auch hier die Folteraktionen. Nach Aussagen von Beteiligten hatten die Demaskierungen immer weniger mit dem vorgeblichen Ziel der Umerziehung zu tun; gefoltert wurde immer offensichtlicher aus reinem Sadismus.
Eines Tages besuchte ein hoher Securitate-Offizier – möglicherweise Nicolschi selbst – das Gefängnis. Ein Häftling beschwerte sich bei ihm über die Zustände. Der Gefängnisdirektor leugnete, etwas von dem Experiment zu wissen, und der Häftling wurde anschließend von Țurcanu gefoltert.

## Das Ende des Experiments
Um den Jahreswechsel 1951/1952 wurde das Experiment auch in Gherla beendet. Țurcanu und seine wichtigsten Mitstreiter wurden nach Jilava gebracht.
Die Gründe für die Beendigung des Experimentes sind unbekannt. Der Zeitpunkt nach der Entmachtung der bisherigen Parteiführung um Ana Pauker, Vasile Luca und Teohari Georgescu legt nahe, dass der neue Machthaber Gheorghe Gheorghiu-Dej einen innenpolitischen Kurswechsel demonstrieren wollte. Dafür spricht auch, dass einer der Hauptverantwortlichen für das Experiment im Innenministerium, Ludovic Zeller, unmittelbar nach dem Rücktritt Paukers Selbstmord verübte. Möglicherweise spielten auch die Bemühungen Rumäniens um eine Aufnahme in die UNO eine Rolle.

## Juristische Aufarbeitung

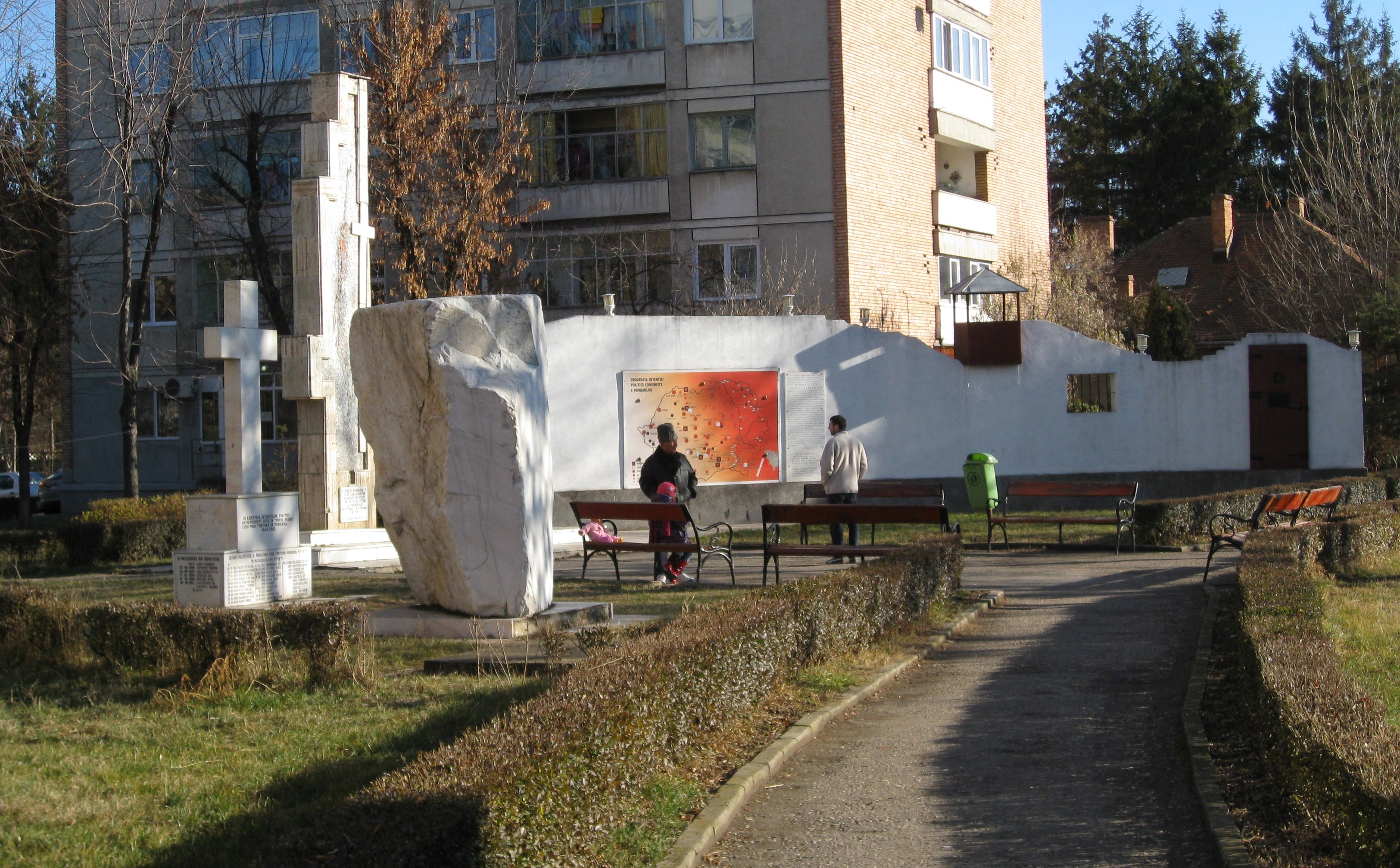
Denkmal in Piteşti

Was mit Țurcanu und seinen Helfern geschah, nachdem sie nach Jilava bei Bukarest gebracht worden waren, ist nicht sicher bekannt. Gerüchten zufolge hatten sie einen Bericht über das Experiment zu verfassen. Als man von ihnen verlangte, eine Erklärung zu unterschreiben, wonach die staatlichen Autoritäten einschließlich der Gefängnisleitung in keiner Form mit dem Programm zu tun gehabt hätten, weigerten sie sich zunächst und wurden offenbar anschließend selbst gefoltert.
Die neue rumänische Parteiführung plante eine strenge Bestrafung lediglich für die folternden Häftlinge. Der Prozess wurde mehr als zwei Jahre lang vorbereitet. Unter den Angeklagten weigerten sich letztlich zwei, die geforderte Erklärung zu unterschreiben; gegen sie wurde später verhandelt. Einer der beiden war Gheorghe Calciu-Dumitreasa, ein späterer Dissident.
Um die Kommunistische Partei und die Securitate von jeder Verantwortung freizusprechen, wurden die Angeklagten als Agenten von Horia Sima dargestellt, dem im spanischen Exil lebenden ehemaligen Führer der Eisernen Garde. Dieses Szenario erforderte, dass nur diejenigen unter den Folterern in einem Prozess zusammengefasst wurden, deren frühere Verbindung zur Eisernen Garde feststand. Das betraf außer Eugen Țurcanu 21 weitere Angeklagte.
Der Prozess wurde im Herbst 1954 unter Ausschluss der Öffentlichkeit geführt. Die Anklageschrift vom 20. September 1954 behauptete, dass Horia Sima 1949 Eugen Țurcanu den Befehl gegeben habe, das Umerziehungsprogramm im Gefängnis durchzuführen, um so die Kommunistische Partei zu diskreditieren. Insgesamt hätten die 22 Personen, geführt von Țurcanu, mehr als 30 Häftlinge getötet und 780 Gefangene gefoltert, wovon 100 schwere Verletzungen erlitten hätten. Die Gruppe sei für den Selbstmord mehrerer Häftlinge verantwortlich; viele hätten psychische Schäden davongetragen. Selbstverständlich war von der Beteiligung sowjetischer Stellen und des Generals Nicolschi nicht die Rede. Auch die Existenz des ODCC wurde verschwiegen. Dagegen erkannte die Anklageschrift die Beteiligung des Gefängnispersonals an. Neben dem Gefängnisdirektor Alexandru Dumitrescu wurden vier weitere Mitglieder des Personals beschuldigt, Țurcanu und seine Gruppe unterstützt zu haben.
Das Tribunal unterschied nicht zwischen den „primären“ Folterern um Țurcanu und denjenigen, die erst durch das Programm und die damit verbundene Folter selbst zu Tätern geworden waren. Am 10. November 1954 wurden alle 22 Angeklagten zum Tode verurteilt. Die Hinrichtung von Țurcanu und 15 weiteren Verurteilten erfolgte am 17. Dezember 1954. An sechs Verurteilten wurde das Todesurteil nicht vollstreckt, weil sie noch in anderen Straftatbeständen im Zusammenhang mit dem Experiment angeklagt werden sollten. Ein weiterer zum Tode Verurteilter wurde im Juni 1955 hingerichtet. Die anderen und diejenigen, deren Beteiligung an den Geschehnissen aus politischen Gründen nicht in der offiziellen Verhandlung zur Sprache kam, blieben zunächst in Haft. 1955 profitierten sie von einer Amnestie, bei der alle Todesstrafen in lebenslange Zwangsarbeit umgewandelt wurden. Die meisten von ihnen kamen einige Jahre später frei.
1957 wurde in einem zweiten Prozess gegen weitere folternde Häftlinge verhandelt. Darunter befand sich auch Gheorghe Calciu-Dumitreasa, der sich vor dem ersten Prozess 1954 geweigert hatte, die gewünschten Erklärungen abzugeben, und deshalb damals nicht angeklagt worden war. Im Verfahren von 1957 soll er die wirklichen Hauptverantwortlichen aus dem Geheimdienst und dem Innenministerium beschuldigt haben. Von den acht Angeklagten wurden drei zum Tode, die übrigen zu langjähriger Zwangsarbeit (15–22 Jahre) verurteilt. Die Todesstrafen wurden nicht vollstreckt, sondern ebenfalls in Zwangsarbeit umgewandelt. Die Angeklagten mussten ihre Strafen nicht vollständig verbüßen; Calciu zum Beispiel kam 1963 frei.
Die auf unterer Ebene verantwortlichen Gefängnis- und Geheimdienst-Offiziere wurden 1953 verhaftet, im Prozess von 1954 zunächst nicht angeklagt, lediglich ihr „krimineller Mangel an Aufmerksamkeit und Sorge“ erwähnt. Am 16. April 1957 verurteilte ein Militärtribunal des Innenministeriums folgende Amtsträger im Zusammenhang mit dem Pitești-Experiment zu mehrjähriger Zwangsarbeit:
- Tudor Sepeanu, Chef des Inspektionsbüros in der Generaldirektion für die Gefängnisse im Innenministerium, 8 Jahre
- Alexandru Dumitrescu, Gefängnisdirektor in Pitești, 7 Jahre
- Gheorghe Sucigan, Chef des Inspektionsbüros im Gefängnis Gherla, 7 Jahre
- Constantin Avădanei, Informationsoffizier im Gefängnis Gherla, 6 Jahre
- Viorel Bărbos, Gefängnisarzt in Gherla, 5 Jahre
- Mihai Mircea, Informationsoffizier im Gefängnis Pitești, 5 Jahre
- Ioan Marina, Chef des Inspektionsbüros im Gefängnis Pitești, 5 Jahre

Die gesamte Gruppe wurde bereits am 13. November 1957 freigelassen.
Die Schuld der höheren Geheimdienstoffiziere wie die des Securitate-Chefs Gheorghe Pintilie oder des mutmaßlich Hauptverantwortlichen Alexandru Nicolschi wurde juristisch nie geprüft.

## Rezeption und Folgen für die Betroffenen

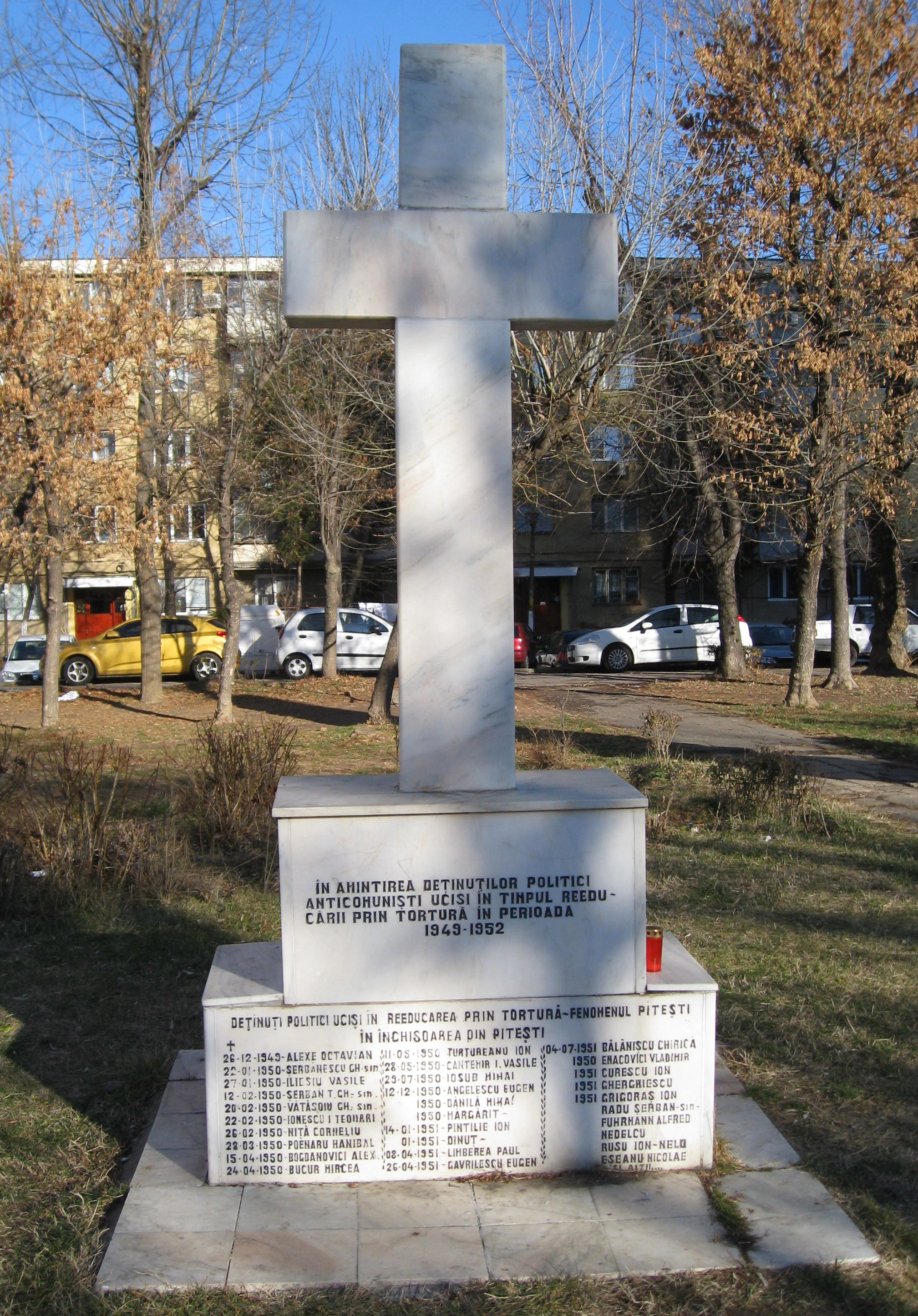
Kreuz an der Gedenkstätte: În amintirea deţinuţilor politici anticomunişti ucişi în timpul reeducării prin tortură în perioada 1949–1952 (Zur Erinnerung an die antikommunistischen politischen Gefangenen, die zwischen 1949 und 1952 während der Umerziehung durch Folter getötet wurden)

Über das Experiment war in Rumänien zunächst nur sehr wenig bekannt. Abgesehen davon, dass der Staat eine strenge Geheimhaltung über die Vorgänge verhängte, spielte dabei auch eine Rolle, dass durch die Art des Experimentes die Gefängnisinsassen – zumindest in ihrer eigenen Wahrnehmung – zu Mittätern geworden waren und über ihre Erlebnisse schon deshalb kaum berichteten. Trotzdem kursierten schon in den 1950er Jahren in Rumänien die ersten Gerüchte über die Geschehnisse im Gefängnis von Pitești. Dumitru Bacu, selbst ein ehemaliger politischer Gefangener, veröffentlichte 1963 in den USA aus seinen eigenen Erlebnissen und den Aussagen anderer Gefangener ein Buch, zunächst in rumänischer Sprache, später als englische Übersetzung. Der im Exil lebende Dissident Virgil Ierunca sendete kurz nach der Veröffentlichung Auszüge aus Bacus Buch über Radio Freies Europa. Das Fortbestehen des repressiven politischen Systems in Rumänien bis 1989 machte eine wissenschaftliche Aufarbeitung praktisch unmöglich. Diejenigen Zeugen, die über das Geschehen berichten konnten, waren überwiegend exilierte Anhänger der Legionärsbewegung, die einen „Hang zur metaphysischen Überhöhung und Verabsolutierung des grausamen Geschehens“ erkennen ließen. Erst seit der rumänischen Revolution 1989 werden diese Darstellungen durch eine objektivere Analyse ergänzt. Zudem veröffentlichten mehrere Zeitzeugen weitere Erlebnisberichte; darunter war auch ein Werk von Aristide Ionescu, der Insasse des Gefängnisses in Gherla war.
Der Dichter Paul Goma nannte das Pitești-Experiment einen „speziellen rumänischen Beitrag“ zu den großen Schrecken des 20. Jahrhunderts, der russische Schriftsteller Alexander Solschenizyn „eines der grausamsten Verbrechen der Gegenwart“.
Zahlreiche Häftlinge, die das Pitești-Experiment körperlich weitgehend unverletzt überlebten, trugen sich mit Selbstvorwürfen, weil sie gezwungen worden waren, sich als „Täter“ am „Umerziehungsprogramm“ zu beteiligen, obwohl das Folterprogramm so intensiv angelegt war, dass es kein Entrinnen gab und praktisch jeder Betroffene – sofern er nicht durch die Misshandlungen starb oder Selbstmord verüben konnte – seinen Widerstand früher oder später aufgeben musste.
Das Pitești-Experiment war auch innerhalb des repressiven Systems der Ostblockstaaten beispiellos. Einige Opponenten des kommunistischen Systems in Rumänien sind der Meinung, dass das Pitești-Experiment später in anderer Form auf die gesamte rumänische Gesellschaft ausgeweitet worden sei; Angst und Verleugnung der eigenen Persönlichkeit seien wesentliche Elemente des Alltags geworden.
Zur Erinnerung an dieses Ereignis wurde in Pitești ein Denkmal errichtet und eine Gedenktafel am Gefängnis von Pitești angebracht.

## Gedenktafel am Gefängnis von Pitești

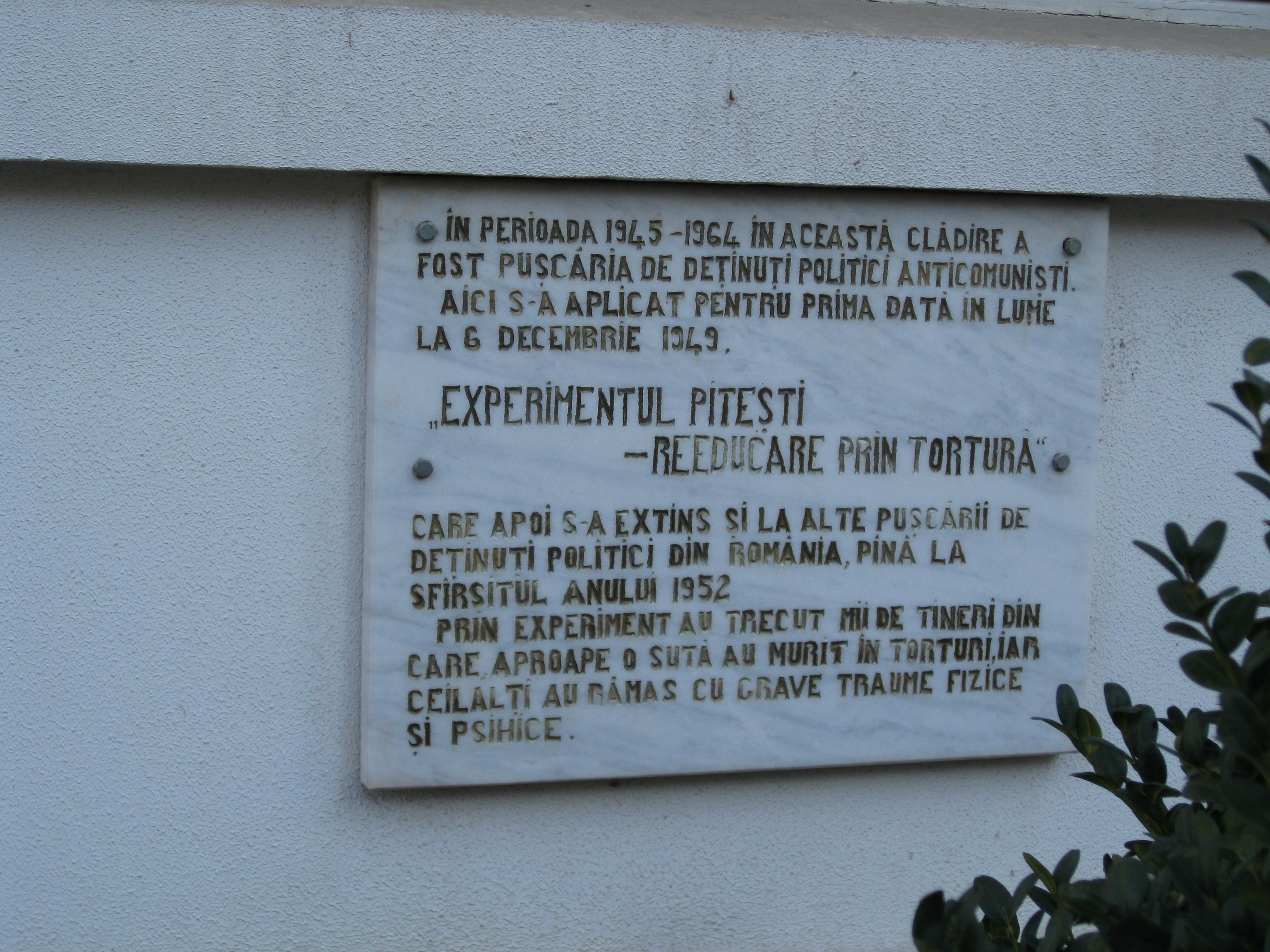
Gedenktafel am Gefängnis von Pitești

| În perioada 1945-1964 în actuala clădire a fost puşcărie de deţinuţi politici anticomunişti. Aici s-a aplicat pentru prima dată în lume, la 6 decembrie 1949. „EXPERIMENTUL PITEŞTI – REEDUCAREA PRIN TORTURĂ”, care apoi s-a extins şi la alte puşcării de deţinuţi politici din România, până a sfârşitul anului 1952. Prin experiment au trecut mii de tineri din care aproape o sută au murit în torturi, iar ceilalţi au rămas cu grave traume fizice şi psihice. | Zwischen 1945 und 1964 diente das heutige Gebäude als Gefängnis für antikommunistische politische Gefangene. Hier wurde am 6. Dezember 1949 erstmals auf der Welt das „PITEȘTI-EXPERIMENT - UMERZIEHUNG DURCH FOLTER” durchgeführt, das dann bis Ende 1952 auf andere Gefängnisse politischer Gefangener in Rumänien ausgeweitet wurde. Tausende junger Menschen haben das Experiment durchlaufen, von denen fast einhundert unter Folter starben, und die anderen haben schwere körperliche und geistige Traumata erlitten. |